# Microregiunea Derecske–Létavértes
Microregiunea Derecske–Létavértes (în maghiară Derecske-Létavértesi kistérség) a fost o microregiune statistică (kistérség) din județul Hajdú-Bihar, Ungaria.
Cu o populație de 34.858 locuitori și o suprafață de 542,89 km2, aceasta a existat până în 2014, când în Ungaria, microregiunile ”kistérségek” au fost înlocuite de districte (járások).